# 博爾涅河
46°14′38″N 7°22′57″E / 46.24394°N 7.38247°E

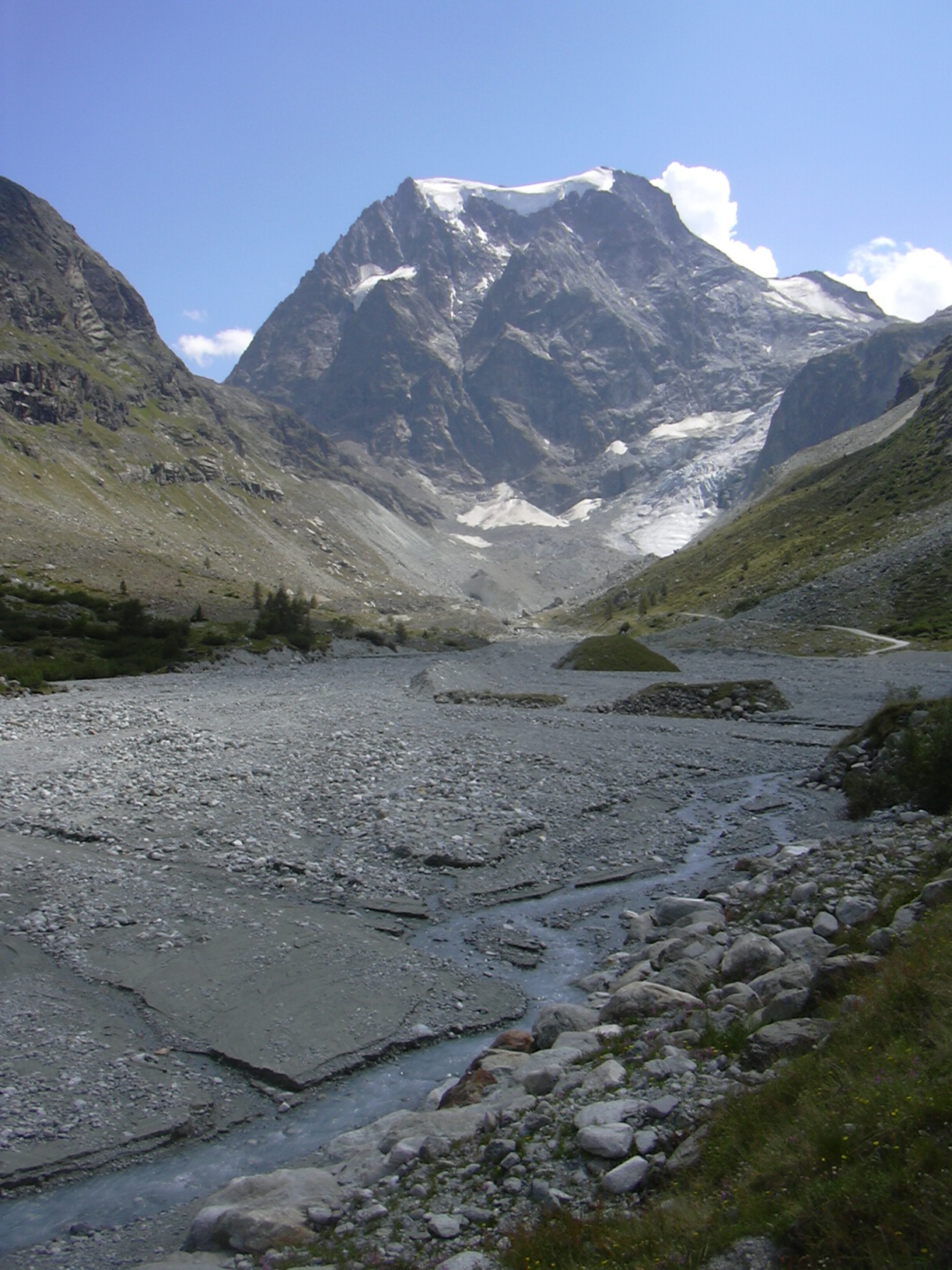

博爾涅河是瑞士的河流，位於該國西南部，流經瓦萊州，屬於羅訥河的支流，河道全長30公里，流域面積386平方公里，河口處在錫永附近。